# Lexeiba 2
Pour la commune homonyme, voir Lexeiba 1.
Lexeiba 2 est une commune de Mauritanie située dans le département de R'Kiz de la région de Trarza.